# Brava gente - Storie di fine secolo
Brava gente - storie di fine secolo è il secondo album in studio del gruppo musicale italiano Lyricalz, pubblicato nel 1999 dalla Area Cronica.

## Tracce
1. Storie di fine secolo (Testi: Fede, Dafa - Musica: Bosca)
2. Quando vuoi! (Testi: Fede, Dafa - Musica: Bosca)
3. Solo se mi va feat. Jasmine (Testi: Fede, Dafa, Jasmine - Musica: Fish)
4. Ognuno a suo modo feat. Left Side & DJ Double S (Testi: Fede, Dafa, Left Side - Musica: Hakeem, Dj Double S)
5. Nessuno li vide più (Testi: Fede, Dafa - Musica: Fish)
6. Casini continui feat. Tormento (Testi: Fede, Dafa, Tormento - Musica: Fish)
7. Per chi come me (Testi: Fede - Musica: Bassi Maestro)
8. Ancora di zona (Testi: Fede, Dafa - Musica: Bosca)
9. Sulle dita di una mano (Testi: Fede, Dafa - Musica: Bassi Maestro)
10. Dove sei? (Testi: Fede, Dafa - Musica: Fish)
11. Conto alla rovescia (Testi: Dafa - Musica: Vez)
12. AC ‘96 la prima dinastia feat. Tormento (Testi: Fede, Dafa, Tormento - Musica: Fish)
13. Lirici siamesi (Testi: Fede, Dafa - Musica: Bosca)
14. Dal vivo feat Sab Sista (Testi: Fede, Dafa, Sab Sista - Musica: Fish)
15. Problemi feat. Bassi Maestro, Cricca Dei Balordi & Quagliano (Testi: Fede, Dafa, Bassi Maestro, Rido, Supa, G. Quagliano - Musica: Bassi Maestro)
16. Ritorna feat. Jasmine (Testi: Fede, Dafa, Jasmine - Musica: Bosca)
17. Brava gente (Testi: Fede, Dafa - Musica: Bosca)